# 普济宫 (石堂山)
普济宫是唐太宗李世民为纪念东晋道人麻衣子曾在石堂山修道而于639年兴建的一个宫观。位于河南省内乡县乍岖乡的石堂山内。

## 历史
唐太宗贞观十三年（639年），唐太宗李世民封麻衣子为“慈惠普济真人”，遂兴建普济宫。
元代元成宗大德三年（1299年），空洞道人黄明真自福建邵武云游至此，在已损毁的普济宫旧址上修建混元殿，佑圣堂、真师堂布置在混元殿左右两侧，又在次级上修建了道众住室。
明代嘉靖年间，道人武金忠自陈州商水县入武当山黄龙洞修道，后游至石堂山，得知此山乃仙山，便在此住了三年，行药济人，并在主持李和锦、真定府吴吉县（今无极县）道人朱靖云的协助下，重修了普济宫、三清祖师、龙王真宫、龙虎等殿。
清代康熙十九年（1680年），在内乡当知县的高以永（浙江海宁人）在去淅川的途中路过石堂山，见普济宫已成危房，遂支持当时的住持王铉福与超尘上人对普济宫进行维茸。第二年春，内乡大旱，高以永率众到石堂山祈雨，成功祈雨后，高以永便写下《重建石堂山普济宫碑记》。根据现有史料记载，普济宫最后一次重修于咸丰九年（1859年），建有山门、大殿、文昌阁等，建筑风格为宫殿式，雕梁画栋，屋顶由灰瓦覆盖，占地面积达1330平方米，建筑面积达350平方米。
1958年，文化大革命期间，普济宫被拆，现存元、明、清时代的碑碣20余通，1982年7月，石堂山碑林被内乡县人民政府定位“文物保护单位”。

## 参看
- 石堂山
- 麻衣子